# Tabor (massif du Taillefer)
Ne doit pas être confondu avec Mont Thabor (France).
Pour les articles homonymes, voir Thabor.
Le Tabor ou Tabor de la Matheysine est un sommet de France du massif du Taillefer.